# ドリーム盛岡 (らくちん) 号
ドリーム盛岡 (らくちん) 号（ドリームもりおか らくちんごう）とは、千葉県浦安市・東京都区部と岩手県盛岡市を結ぶ夜行高速バスである。
運行開始当時は愛称がなかった（「東北道高速バス」と案内）が、パンフレットにらくちんと大書きされており、特にJRバス東北では「らくちん号」と案内していたこと、鉄道駅での乗車券発売にともなうマルス収納のため、やがて「らくちん号」が正式な愛称となった。その後2008年7月1日の出発便より「らくちん」が副名称化された。

## 運行会社

### 現在の運行会社
- ジェイアールバス東北
  - 盛岡支店（盛岡ナンバー）
  - 乗務員は福島西IC交代のワンマン運行で、以北は盛岡支店、以南は福島支店の担当。
  - 続行便は福島支店の車両（福島ナンバー）が使用されることもある。
- 岩手県交通(※2021年6月21日より運休)
  - 松園営業所（盛岡ナンバーまたは岩手ナンバー）
- 国際興業バス(※2021年6月21日より運休)
  - 志村営業所（練馬ナンバー）
    - 国際興業において予約を行った場合に限り、関東バス新宿駅西口案内所でも発券可能。

※：多客期における増発便車両（貸切車タイプ）運用については国際興業観光バスが担当。

### 過去の運行会社
- ジェイアールバス関東（2014年2月28日の運行をもって撤退。なお、それ以降も多客期の続行便の運行を担当する場合がある）
  - 東京支店（乗務員は白河支店の担当）（足立ナンバー）

## 運行経路
1号・2号
渋谷マークシティ（1号車のみ） - 東京駅（乗車は八重洲南口、降車は日本橋口） - 池袋駅（東口） - 王子駅前 ⇔ 盛岡駅（東口1番のりば）
3号・4号
東京ディズニーランド（1号車のみ） - 東京駅（乗車は八重洲南口、降車は日本橋口） - 池袋駅（東口） - 王子駅前（下り3号は停車しない） ⇔ 盛岡駅（東口1番のりば）
2021年6月21日以降の運行経路（ドリーム青森/盛岡・東京号）
東京ディズニーランド - 東京駅（乗車は八重洲南口、降車は日本橋口） ⇔ 盛岡駅（東口1番のりば） - 青森駅（8番のりば）
※首都圏内（王子駅前 - 渋谷マークシティおよびTDL間）のみの利用はできない。
※池袋駅（東口）は、盛岡行は「池袋三越裏」（東口9番乗り場）からの乗車となり、東京行は「池袋駅東口降車場（ビックカメラパソコン館前）」での降車となる。
※以前運行されていた「ドリーム盛岡（らくちん）81号」盛岡行（季節運行便）は「池袋三越裏」バス停を経由しなかった（2009年2月1日出発便より。2007年12月21日～2009年1月31日までは3号<毎日運行便>が池袋を経由しなかった）。

## 運行回数
- 夜行便1日2往復。
  - 1号・2号（渋谷発着便）を国際興業と岩手県交通が隔日で、3号・4号（TDL発着便）をJRバス東北がそれぞれ運行する。

## 歴史

### 運行開始前
ノクターン号の成功を受け、岩手県交通と国際興業で本路線の構想が進められ、県交通は同じ地元事業者の岩手県北バスにも参入を打診し、県北バスはノクターン号で実績のある京浜急行電鉄（当時）をパートナーに参入をもくろんだが、そこへJRバス東北・関東（当時は分割前のJR東日本バス）が参入を希望し、採算が見込めなくなったことから県北、京急が撤退。4社体制での運行となった（後に、県北・京急は、品川 - 宮古間でビーム・1を新設した他、県北はフジエクスプレスをパートナーに、芝浦 - 久慈間で岩手きずな号を新設）。
東京側で池袋三越裏を経由し、盛岡側の発着地が盛岡バスセンターとなっていた（2016年7月31日盛岡発まで）のは、岩手県交通・国際興業が参入しているためである（盛岡バスセンターは岩手県交通の拠点であり、池袋は国際興業路線バス営業エリアである）。

### 運行開始後
- 1988年（昭和63年）7月21日 - 夜行1往復、昼行1往復で運行開始[1]。
- 1990年（平成2年）12月20日 - 昼行便廃止し、夜行のみとなる[2]。
- 199x年 - 学割運賃を設定。
- 2006年（平成18年）
  - 3月3日 - 1日2往復に増便[3]。
  - 10月1日 - 東京行の池袋での降車場所の停留所名称が「池袋駅東口」に改称（ただし名称変更のみで降車位置についてはこれまで通り）。
- 2007年（平成19年）12月21日 - この日の盛岡発車便より、東京駅の到着地が「日本橋口」に変更（ただし乗車についてはこれまで通り「八重洲南口」からの発車）。また、繁忙期の季節便（81・82号）が増便される。
- 2008年（平成20年）7月1日 - 「らくちん号」の名称が副名称化され「ドリーム盛岡 (らくちん)号」に改称し、運賃が東京・池袋ともに一本化。これにより東京側の乗降場所が異なる場合にも往復運賃が適用される。乗降場所が東京駅の場合は運賃値下げになるが、池袋の場合は運賃値上げになった。
- 2009年（平成21年）2月1日 - この日の出発便より、下り3号（毎日運行便）と81号（季節運行便）の運行時刻を入れ替え。
- 2011年（平成23年）
  - 3月17日 - 同年3月11日に発生した東北地方太平洋沖地震の影響により運休していたが、この日より国際興業が1往復で運行を再開（盛岡発は翌18日から）[4]。
  - 3月22日 - 臨時便として昼行便の運行を開始。東京側では東京駅のみ停車で、トイレなし4列シートの貸切車両を使用。岩手県交通と国際興業観光バスの2社共同運行。同年4月29日の東北新幹線の全線運行再開に伴い、4月28日をもって運行終了[5][6]。
- 2012年（平成24年）10月9日 - この日の出発便より王子駅前に停車（下り3号を除く）。季節運行便（81・82号）の運行を終了[7]。
- 2014年（平成26年）
  - 2月28日 - この日の出発便をもってジェイアールバス関東が撤退。
  - 6月1日 - 運賃を4段階の季節運賃（S期間・A期間・B期間・C期間）に変更。あわせて往復割引・学生割引・早割7を廃止[8][9]。
- 2016年（平成28年）8月1日 - 盛岡側の到着地を盛岡バスセンターから盛岡駅東口へ変更[10]。
- 2017年（平成29年）
  - 3月31日 - この日より途中開放休憩開始。下り：長者原SA、上り：羽生PAにて行う[11]。
  - 10月1日 - この日発便より、1往復（下り1号、上り4号）が渋谷マークシティ発着へ延長運転開始[12][13]。
- 2018年（平成30年）12月10日 - この日の出発便より、学割運賃（B期間・C期間のみ片道6,500円）を再開[14]。
- 2019年（平成31年／令和元年）
  - 4月16日 - JRバス東北担当便（下り3号・上り2号）の東京側の発着地を東京ディズニーランドに変更[15]。
  - 6月1日 - 運賃改定。季節運賃を4段階から5段階（S期間・A期間・B期間・C期間・D期間）に変更[16][17]。
  - 11月1日 - 東京ディズニーランドののりばをバスターミナル・ウエストに変更[18]。
- 2020年（令和2年）
  - 3月24日 - 新型コロナウイルスの影響による利用者の減少をふまえ、この日より同年4月6日出発便まで、1往復（下り3号、上り4号）を運休。翌4月7日から4月24日出発便までは下り1号、上り2号が運休となる[19]。
  - 4月7日 - 1号・2号の新型コロナウイルスの影響による運休を同年5月6日まで[20]（のち同年5月31日[21]→6月30日まで[22]）延長。
  - 4月8日 - 3号・4号の新型コロナウイルスの影響による運休を同年4月30日まで延長[20]。
  - 5月11日 - 3号・4号がこの日より当面の間運休[21]。
  - 6月4日 - 上り4号（盛岡発）がこの日の出発便より（下り3号（東京発）は翌6月5日より）運行再開（ただし東京ディズニーランドが休園中のため、東京駅発着）[22]。
  - 7月9日 - 上り4号（盛岡発）がこの日の出発便より（下り1号（東京発）は翌7月10日より）東京ディズニーランド乗り入れを再開[23]。
- 2021年（令和3年）
  - 1月17日 - 下り1号、上り4号がこの日の盛岡発の便より（首都圏発は翌1月18日出発便より）同年2月7日の盛岡発の便まで（首都圏発は翌2月8日出発便まで）運休[24][25]。
  - 6月21日 - 既存の青森 - 東京線（ラ・フォーレ号改めドリーム青森・東京号）の盛岡駅経由臨時運行が開始され、ドリーム盛岡号は運休となる[26]。
- 2022年（令和4年）
  - 3月17日 - 地震による東北新幹線運転見合わせに伴い、下り1号・上り2号がこの日の盛岡発より同年4月18日盛岡発（東京発は翌日）までの期間限定で運行再開（但し、王子駅、渋谷マークシティには停車しない）[27]。

## 使用車両
現在は原則下記の車両を使用している。
- 国際興業 - いすゞ・ガーラSHD車、HD車。
- 岩手県交通 - いすゞ・ガーラSHD車、HD車、または日産ディーゼル（現:UDトラックス）・スペースウイングなどが使用される。
- JRバス東北 - 日野・セレガまたは三菱ふそう・エアロエースなどが使用される。

過去の使用車両
- JRバス関東 - 三菱ふそう・エアロキングダブルデッカー車またはボルボ・アステローペや三菱ふそう・エアロクィーンなどが使用されていた。

ただし4社とも、多客期における貸切車両運用時の車種については上記のものとは限らない。
なお、1988年の運行開始当初は、4社とも専用車としていすゞ・スーパークルーザーを導入した。これは、スーパークルーザーが初めて夜行高速バスに使用された例でもある。

### 使用車両画像一覧

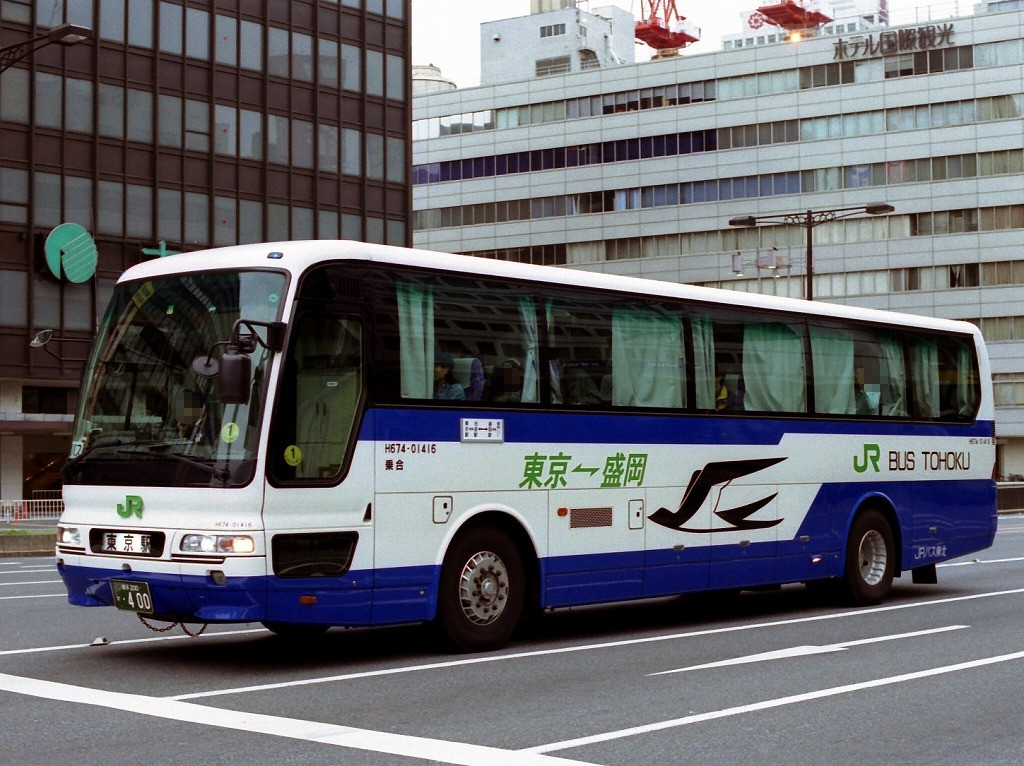
ドリーム盛岡 (らくちん)号（JRバス東北）
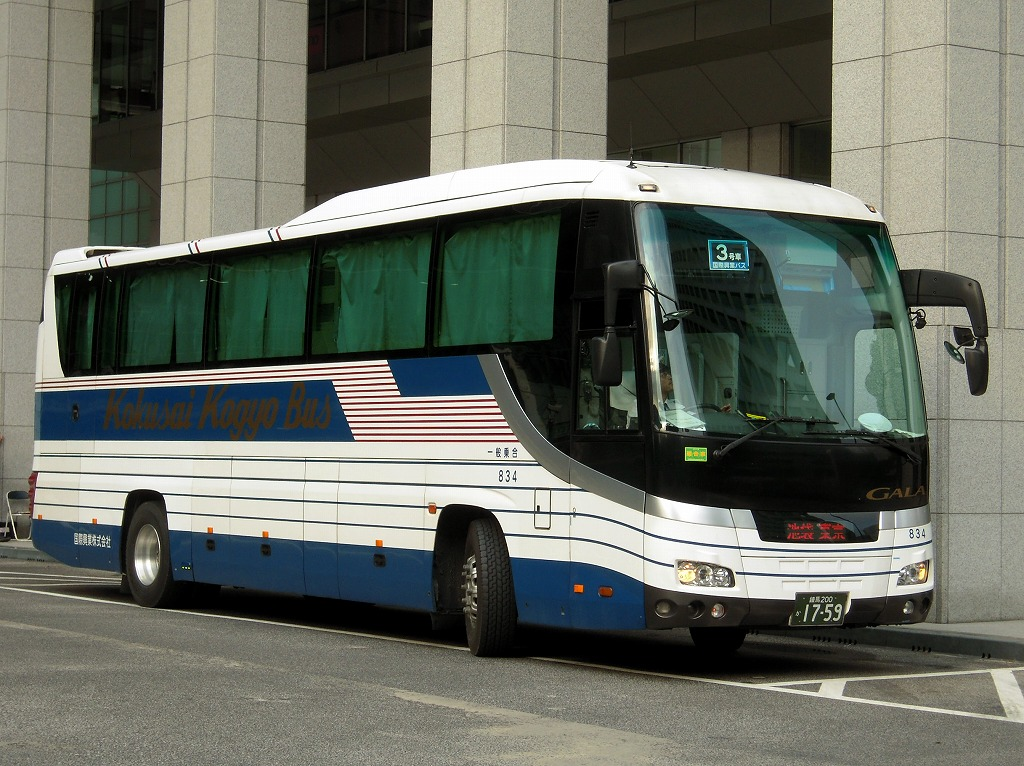
ドリーム盛岡 (らくちん) 号（国際興業）
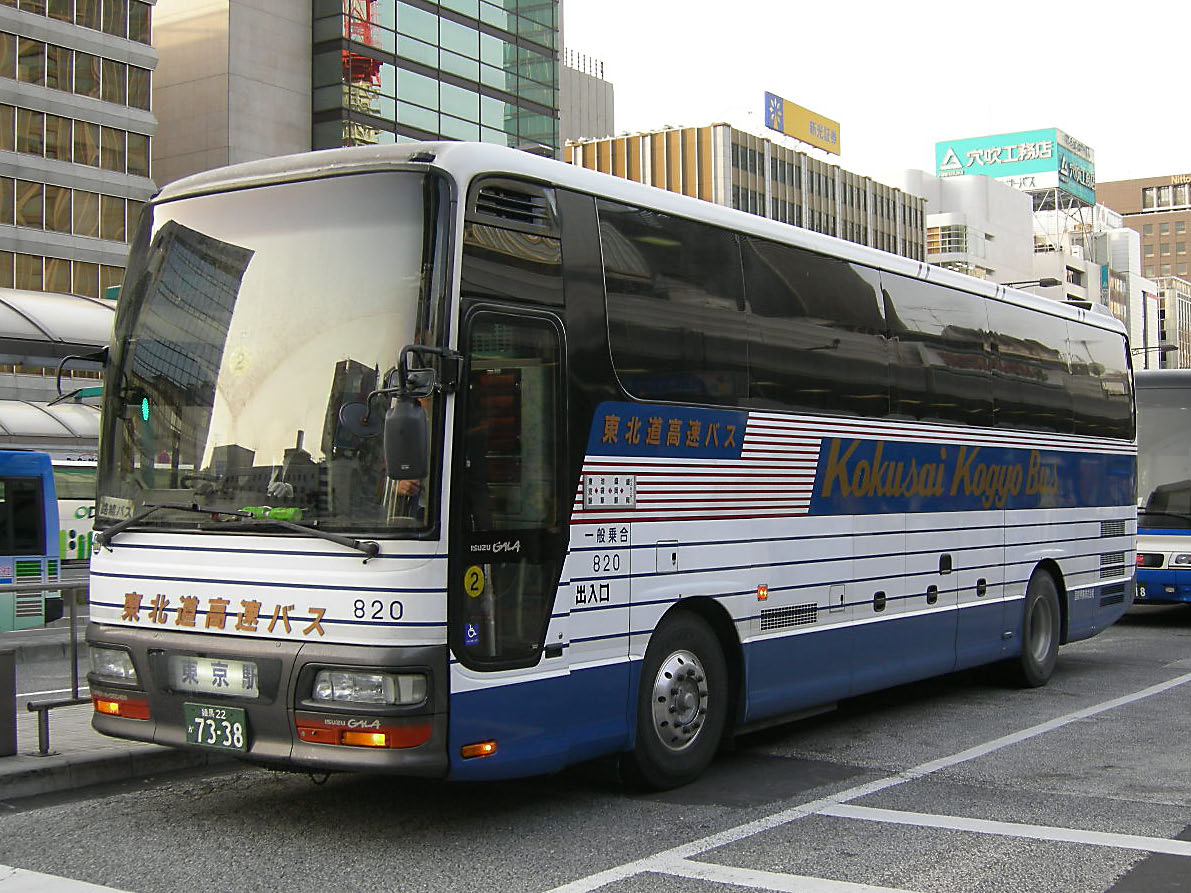
ドリーム盛岡 (らくちん) 号（国際興業）
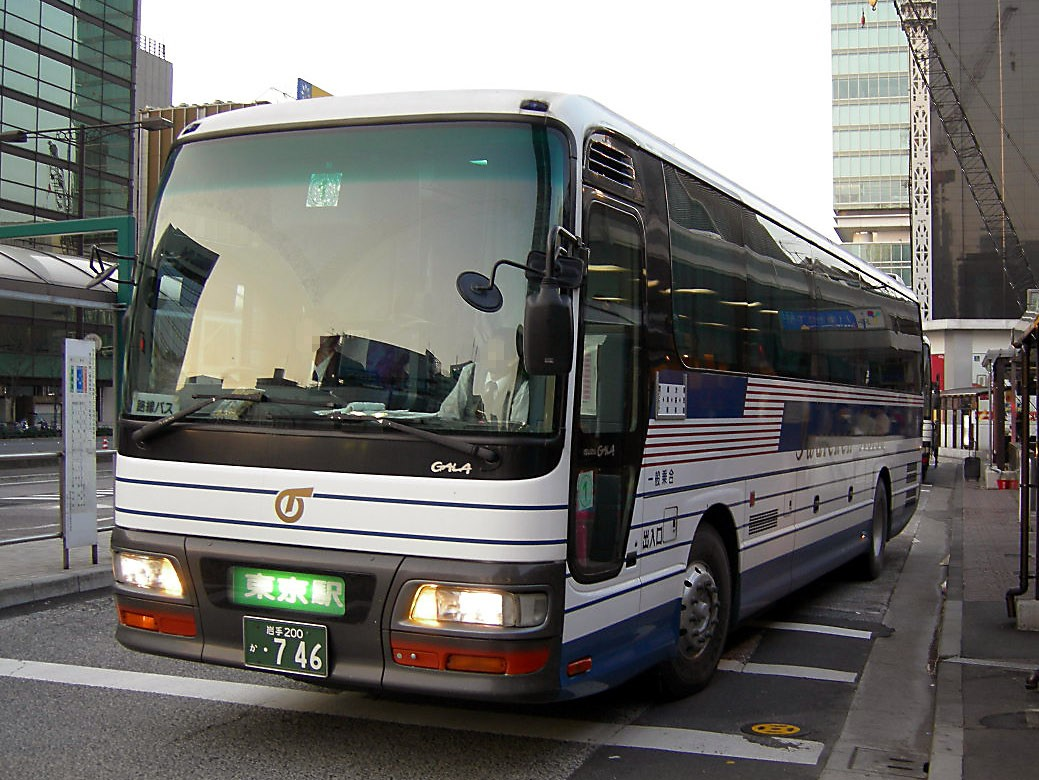
ドリーム盛岡 (らくちん) 号（岩手県交通）
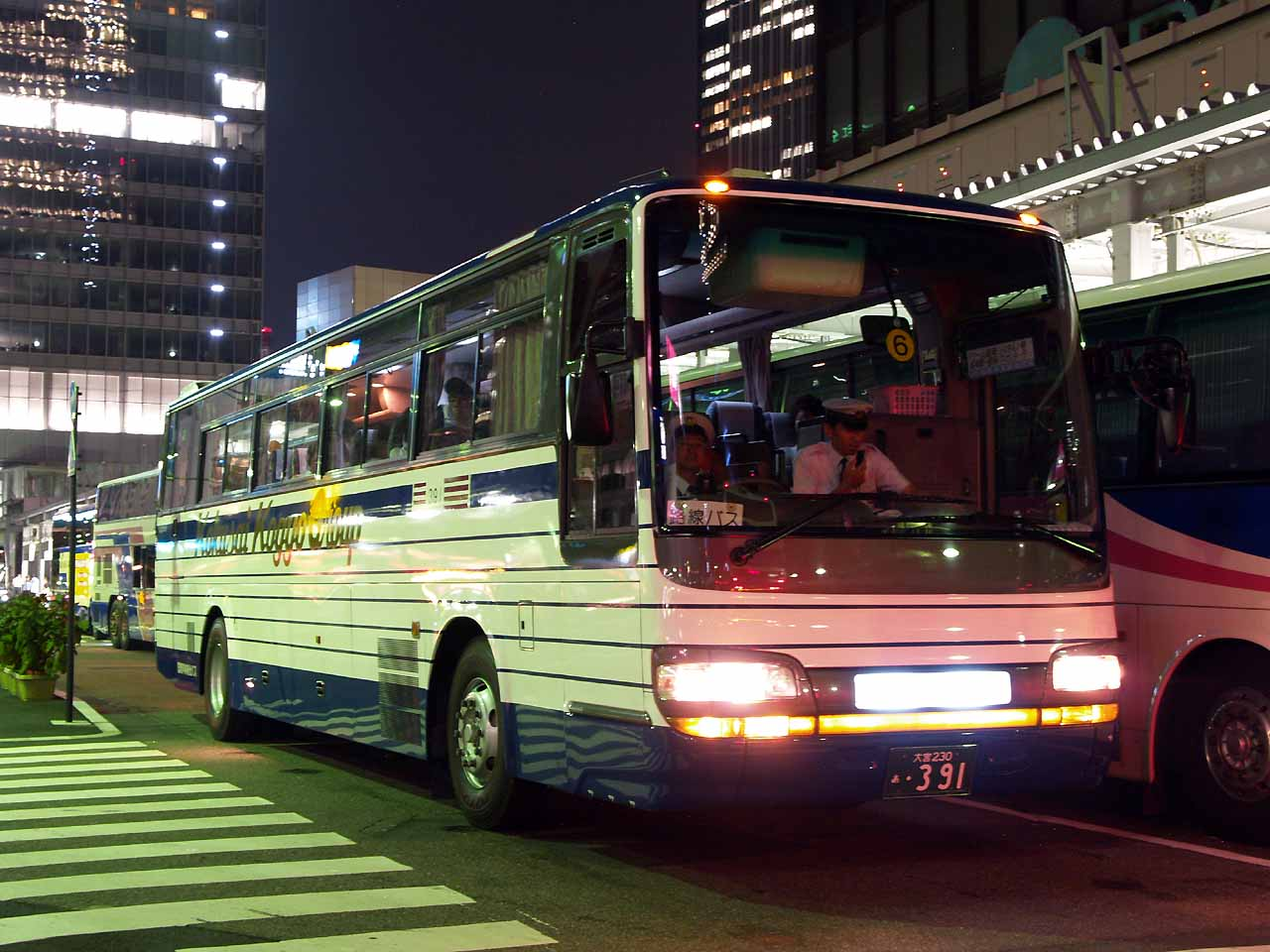
国際興業観光バスによる多客期に伴う応援運用

過去の車両

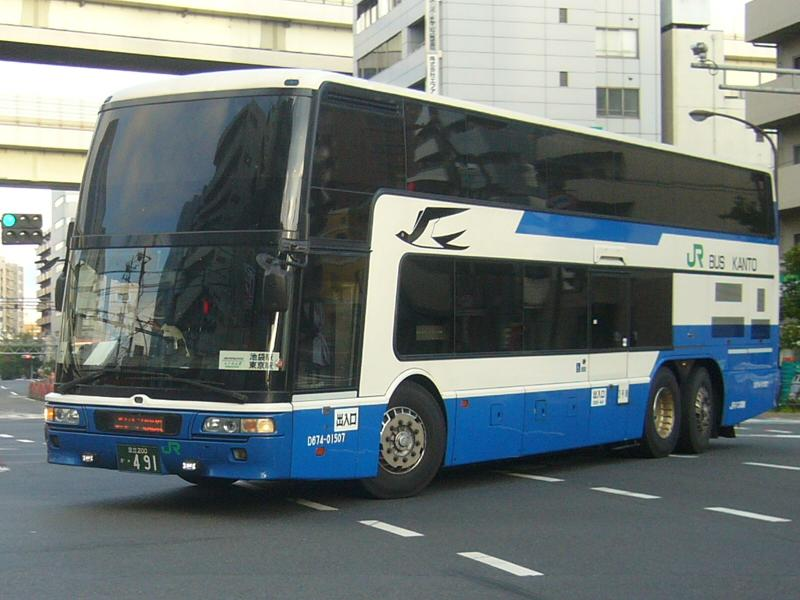
ドリーム盛岡 (らくちん) 号（JRバス関東）ダブルデッカー車運用時の画像
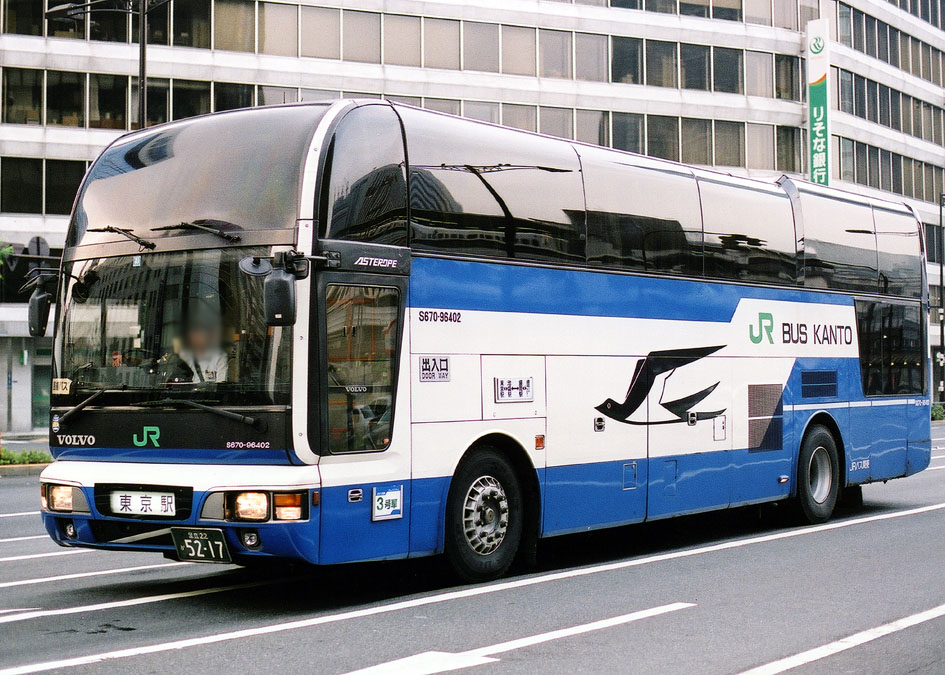
ドリーム盛岡 (らくちん) 号（JRバス関東）
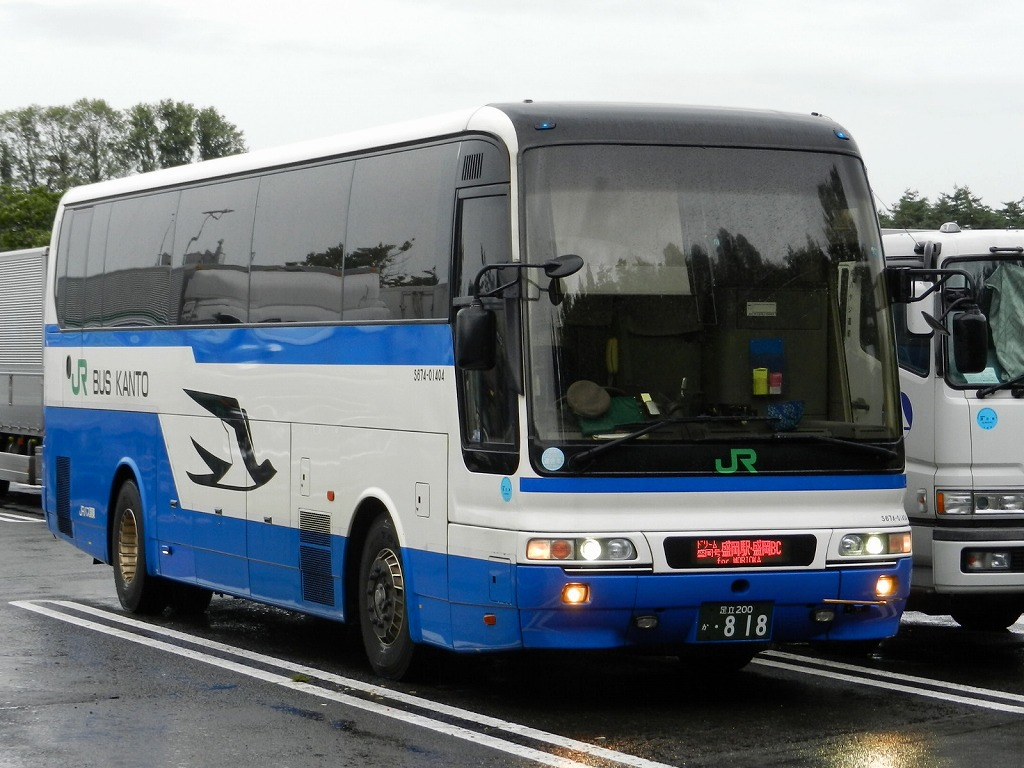
ドリーム盛岡 (らくちん) 号（JRバス関東）

## 利用状況
| 年度               | 運行日数 | 運行便数 | 年間輸送人員 | 1日平均人員 | 1便平均人員 |
| 2002（平成14）年度 | 365      | 2,002    | 43,613       | 119.5       | 21.8        |
| 2003（平成15）年度 | 366      | 1,998    | 45,510       | 124.3       | 22.8        |
| 2004（平成16）年度 | 365      | 1,961    | 46,697       | 127.9       | 23.8        |
| 2005（平成17）年度 | 365      | 2,047    | 47,349       | 129.7       | 23.1        |
| 2006（平成18）年度 | 365      | 2,352    | 52,906       | 144.9       | 22.5        |
| 2007（平成19）年度 | 366      | 2,433    | 55,411       | 151.4       | 22.8        |

## その他
- 岩手県交通便・国際興業便は全区間通しの2人乗務で、JRバス東北便・JRバス関東便は途中乗り継ぎのワンマン運行。
- JRバス東北便は福島西ICで乗務員交代のため停車する（旅客降車不可）。
- JRバス関東便は白河西郷BSで乗務員交代し羽生PAと紫波SAで休憩をとっていた。
- トイレつきである。以前は備付のヘッドホンで音楽を聴くこともできた。